# Carlos Lopes
Carlos Lopes (nascut el 7 de març de 1960) és un economista de desenvolupament, escriptor, educador i funcionari de Guinea Bissau, que va ocupar el càrrec de vuitè secretari executiu de la Comissió Econòmica de les Nacions Unides per a Àfrica de setembre de 2012 a octubre de 2016.

## Trajectòria
El 1988 va començar a treballar amb el Programa de les Nacions Unides per al Desenvolupament, i va ocupar diversos càrrecs administratius allí, centrats a Zimbàbue i Nova York, el 2003, va assumir el paper de Coordinador Resident de les Nacions Unides i Representant Resident del PNUD a Brasil.
Lopes va rebre el doctorat de la Universitat Panthéon-Sorbonne i va obtenir un doctorat honorari per part de la Universidade Cândido Mendes. Té un màster d'Investigació a l'Institut de Postgrau de Ginebra d'Estudis Internacionals i de Desenvolupament. La seva investigació s'especialitza en el desenvolupament i la planificació estratègica.
Lopes anteriorment va servir a les Nacions Unides com a Director d'Assumptes Polítics (2005-2007) a l'Oficina Executiva del Secretari General de l'ONU i com a Director de l'Escola del Personal del Sistema de les Nacions Unides (març de 2007 a agost de 2012). També ha estat Director Executiu de l'Institut de les Nacions Unides per a la Formació i la Investigació (UNITAR) des del març de 2007. Educador internacional, Lopes, assessor els consells del Bonn International Center for Conversion, Ginebra Graduate Institute of International and Development Studies, ISCTE – Lisbon University Institute, Instituto Ethos, Fundació Kofi Annan i Institut Internacional per a la Planificació Educativa de la UNESCO. També assessora o serveix en els consells editorials de les revistes Géopolitique Africaine, African Sociological Review, i African Identities.
Actualment és professor visitant a l'Oxford Martin School de la Universitat d'Oxford i professor visitant a la Universitat de Ciutat del Cap.